# Demkiv, Jmerînka
Demkiv (în ucraineană Демків) este un sat în comuna Noskivți din raionul Jmerînka, regiunea Vinnița, Ucraina.

## Demografie
Componența lingvistică a localității Demkiv
     Ucraineană (97,67%)
     Rusă (2,33%)
Conform recensământului din 2001, majoritatea populației localității Demkiv era vorbitoare de ucraineană (97,67%), existând în minoritate și vorbitori de rusă (2,33%).